# آرون نسميث
آرون نسميث (مواليد 16 أكتوبر 1999) هو لاعب كرة سلة أمريكي يلعب في مركز مدافع مسدد الهدف أو لاعب هجوم صغير الجسم في نادي بوسطن سيلتكس.

## روابط خارجية
- آرون نسميث على موقع إن بي أي (الإنجليزية)
- آرون نسميث على موقع سبورتس رفرنس (الإنجليزية)
- آرون نسميث على موقع كرة السلة الأوروبية.كوم (الإنجليزية)
- آرون نسميث على موقع إي إس بي إن.كوم (الإنجليزية)
- آرون نسميث على موقع كلية كرة السلة في سبورتس رفرنس.كوم (الإنجليزية)
- آرون نسميث على موقع ريلجم (الإنجليزية)
- آرون نسميث على موقع بروبوليرز (الإنجليزية)
- آرون نسميث على موقع سبورتس رفرنس (الإنجليزية)